# Stanton Fredericks
Stanton Duncan Fredericks (ur. 13 czerwca 1978 w Johannesburgu) – południowoafrykański piłkarz grający na pozycji pomocnika.

## Kariera klubowa
Karierę piłkarską Fredericks rozpoczął w klubie Wits University z Johannesburga. W 1995 roku zadebiutował w jego barwach w pierwszej lidze, a od 1997 roku grał w rozgrywkach nowo powstałej Premier Soccer League. Zawodnikiem Wits był do 2000 roku.
Jesienią 2000 Fredericks przeszedł do szwajcarskiego Grasshopper Club. W pierwszej lidze szwajcarskiej zadebiutował 21 października 2000 w przegranym 1:2 domowym spotkaniu z FC Basel. W sezonie 2000/2001 rozegrał 6 spotkań w Grasshoppers i wywalczył mistrzostwo Szwajcarii. W trakcie sezonu wrócił do RPA i został piłkarzem Kaizer Chiefs z Johannesburga. W 2004 roku został z nim mistrzem kraju.
Latem 2004 roku Fredericks został zawodnikiem rosyjskiego FK Moskwa. Przez 2 lata rozegrał w rosyjskiej Priemjer-Lidze 13 spotkań. W połowie 2006 roku wrócił do RPA i został piłkarzem Orlando Pirates. Na początku 2007 roku został wypożyczony do Supersport United, a po sezonie wrócił do Orlando Pirates. Jesienią 2007 został piłkarzem greckiego drugoligowca, Pierikosu SFK.
| Sezon   | Klub              | Kraj              | Rozgrywki      | Mecze | Bramki |
| ------- | ----------------- | ----------------- | -------------- | ----- | ------ |
| 1995    | Wits University   | Południowa Afryka | I. liga        | 4     | 0      |
| 1996    | Wits University   | Południowa Afryka | I. liga        | 18    | 3      |
| 1997/98 | Wits University   | Południowa Afryka | Premier League | 27    | 2      |
| 1998/99 | Wits University   | Południowa Afryka | Premier League | 29    | 1      |
| 1999/00 | Wits University   | Południowa Afryka | Premier League | 30    | 3      |
| 2000/01 | Wits University   | Południowa Afryka | Premier League | 7     | 1      |
| 2000/01 | Grasshopper Club  | Szwajcaria        | Super League   | 6     | 0      |
| 2001/02 | Kaizer Chiefs     | Południowa Afryka | Premier League | 33    | 5      |
| 2002/03 | Kaizer Chiefs     | Południowa Afryka | Premier League | 27    | 2      |
| 2003/04 | Kaizer Chiefs     | Południowa Afryka | Premier League | 19    | 3      |
| 2004    | FK Moskwa         | Rosja             | Priemjer-Liga  | 2     | 0      |
| 2005    | FK Moskwa         | Rosja             | Priemjer-Liga  | 11    | 0      |
| 2006    | FK Moskwa         | Rosja             | Priemjer-Liga  | 0     | 0      |
| 2006/07 | Orlando Pirates   | Południowa Afryka | Premier League | 9     | 0      |
| 2006/07 | Supersport United | Południowa Afryka | Premier League | 6     | 0      |
| 2007/08 | Orlando Pirates   | Południowa Afryka | Premier League | 1     | 0      |
| 2007/08 | Pierikos SFK      | Grecja            | Beta Ethniki   | 24    | 6      |
| 2008/09 | Pierikos SFK      | Grecja            | Beta Ethniki   | 27    | 6      |
| 2009/10 | Pierikos SFK      | Grecja            | Beta Ethniki   |       |        |

## Kariera reprezentacyjna
W reprezentacji Republiki Południowej Afryki Fredericks zadebiutował 17 kwietnia 2002 roku w zremisowanym 0:0 towarzyskim meczu z Ekwadorem. W 2004 roku został powołany do kadry RPA na Puchar Narodów Afryki 2004. Na tym turnieju rozegrał jedno spotkanie, z Nigerią (0:4). Od 2002 do 2004 roku wystąpił w kadrze narodowej 14 razy i strzelił 2 gole.